# Curtis Manning
Curtis Manning es un personaje de ficción interpretado por el actor canadiense Roger Cross en la serie de televisión 24. Curtis es uno de los nuevos personajes incluidos en la cuarta temporada, se ha hecho un hueco en la serie, siendo un personaje fijo en la cuarta y quinta temporadas.

## Biografía
Curtis tiene el graduado B.A. en Sociología de la Universidad de Massachusetts. Curtis era un agente del SWAT del departamento de Policía de Boston y antes había servido en la 2a Brigada de Infantería del Ejército de los Estados Unidos. Curtis pasó a formar parte de la UAT de Boston donde empezó como agente de campo y más tarde Subdirector de la unidad de Operaciones de campo. Curtis se trasladó de Boston a la UAT de Los Ángeles. Curtis es actualmente el Jefe de Personal y el director de Operaciones de la UAT de Los Ángeles bajo órdenes del agente especial al cargo Bill Buchanan. Curtis antes era el Jefe Táctico y el Subdirector de Operaciones de campo.

## Curtis Manning en24

### Temporada 4
Curtis estaba bajo las órdenes Ronnie Lobell, quien había substituido a Jack Bauer como el director de Operaciones de Campo. Tras el asesinato de Lobell en el cumplimiento de su deber, Curtis lo substituyó, y trabajó junto a Jack durante la mayor parte del día. A lo largo del día, Curtis se dirige y participa en muchas de las operaciones para capturar Habib Marwan. Durante la captura final de Marwan, Curtis es herido en la pierna por Marwan, pero sobrevive.

### Temporada 5
Curtis al principio sospecha que Jack puede ser implicado en los asesinatos de David Palmer y Michelle Dessler, pero Jack recupera su confianza durante una crisis de rehenes en el Aeropuerto Nacional de Ontario en Los Ángeles. Esto coincide con la llegada de un burócrata de División Lynn McGill, quien es asignado como responsable de la UAT para coordinar sus esfuerzos y encontrar 20 frascos de gas nervioso Sentox robados por Vladimir Bierko. Cuando Lynn comienza a exponer los signos de inestabilidad mental (en la forma de paranoia y microgestión), Curtis lo releva de mando invocando el Artículo 112 (que permite a un agente sustituir a un director mentalmente no apto), poco después Curtis rehabilita a Bill Buchanan como director de la UAT, así haciéndolo el director temporal más corto de UAT al lado de Alberta Green de la Temporada 1: menos de 7 minutos.
Curtis previene un ataque de gas nervioso sobre el Hospital de Memorial de Los Ángeles, Después vuelve a ser el compañero de Jack sobre el terreno. Curtis ayuda a Jack y otros agentes UAT cuando se infiltran y destruyen una refinería de gas que estaba siendo usada como un centro de distribución para el gas nervioso Sentox. Jack consigue atrapar a Bierko y lo trasladan a la UAT. Durante este tiempo, la Seguridad Nacional ha asumido el control de la UAT en Los Ángeles y ha quitado todo el personal principal, incluida Chloe O'Brian. Pese a esto, Curtis aparece como apoyo táctico cuando Jack avisa a Bill Buchanan del paradero de Audrey Raines, quien va a ser eliminada por los hombres de Henderson. Curtis rescata a Audrey y un hombre de su unidad captura a Henderson, un gran triunfo para la UAT en ese momento. Posterior a esto Curtis acompaña a Jack a buscar a un contacto de Henderson y resulta herido en un brazo, pero sin daños mayores.
Finalmente Curtis ayuda a Jack a pasar unos controles de ejército y a infiltrarse en un submarino ruso donde se intenta realizar un último ataque terrorista.

### Temporada 6
En la trama inicial del 6º día, la UAT se ve en la necesidad de recurrir a la ayuda de un ex-terrorista, Hamri Al-Assad, para detener los actuales ataques a la ciudad de Los Ángeles. Se suceden momentos tensos entre Assad y Curtis, que no acepta su ayuda. Jack comienza a sospechar que tal vez haya alguna historia personal entre los dos, lo cual es posteriormente confirmado por Chloe O'Brian, Assad ejecutó a dos de los hombres del equipo de Curtis años atrás. 
Después de habérsele concedido a Assad el perdón por sus crímenes y la inmunidad a cambio de su ayuda, Curtis estaba a punto de matarle en venganza, ignorando la orden del presidente de EE. UU de protegerle y cooperar con él. Curtis usa a Assad como escudo y amenaza con matarlo colocando un arma al cuello. Curtis dice que no puede dejar "que este animal viva", en ese momento hace ademán de forzar su arma, y recibe un disparo directo al cuello de Jack Bauer. Curtis cae al suelo y muere lentamente, terminando su papel en "24".
Una vez muerto Curtis, Jack prácticamente no puede con la culpa, por lo que vaga por el terreno vomitando y lamentándose, Bill Buchanan lo llama para notificarle que ya sabe lo que pasó, que no se lamente ya que era su deber cumplir la orden del presidente, minutos después Jack puede contemplar la explosión nuclear y el hongo atómico formado. El presidente convoca a todos los organismos de emergencia para ponerlos a disposición total de la ciudad de Los Ángeles.
- Datos: Q5109496